# Lijst van voetbalinterlands Canada - Frankrijk (vrouwen)
Deze lijst van voetbalinterlands is een overzicht van alle officiële voetbalinterlands tussen de nationale vrouwenteams van Canada en Frankrijk. De landen hebben tot nu toe zeventien keer tegen elkaar gespeeld.

## Wedstrijden
| №  | Plaats               | Datum            | Competitie              | Wedstrijd          | Uitslag |
| -- | -------------------- | ---------------- | ----------------------- | ------------------ | ------- |
| 1  | Poissy               | 11 april 1995    | Vriendschappelijk       | Frankrijk − Canada | 1 − 0   |
| 2  | Angoulême            | 6 april 2002     | Vriendschappelijk       | Frankrijk − Canada | 0 − 2   |
| 3  | Straatsburg          | 27 april 2005    | Vriendschappelijk       | Frankrijk − Canada | 0 − 2   |
| 4  | Rouen                | 26 augustus 2006 | Vriendschappelijk       | Frankrijk − Canada | 0 − 1   |
| 5  | Saint-Aubin-sur-Scie | 29 augustus 2006 | Vriendschappelijk       | Frankrijk − Canada | 2 − 2   |
| 6  | Bondoufle            | 14 maart 2008    | Vriendschappelijk       | Frankrijk − Canada | 0 − 0   |
| 7  | Bochum               | 30 juni 2011     | WK 2011                 | Canada − Frankrijk | 0 − 4   |
| 8  | Larnaca              | 6 maart 2012     | Cyprus Women's Cup 2012 | Frankrijk − Canada | 2 − 0   |
| 9  | Coventry             | 9 augustus 2012  | Olympische Spelen 2012  | Canada − Frankrijk | 1 − 0   |
| 10 | Nice                 | 4 april 2013     | Vriendschappelijk       | Frankrijk − Canada | 1 − 1   |
| 11 | Bondoufle            | 9 april 2015     | Vriendschappelijk       | Frankrijk − Canada | 1 − 0   |
| 12 | Auxerre              | 23 juli 2016     | Vriendschappelijk       | Frankrijk − Canada | 1 − 0   |
| 13 | São Paulo            | 12 augustus 2016 | Olympische Spelen 2016  | Canada − Frankrijk | 1 − 0   |
| 14 | Rennes               | 4 april 2018     | Vriendschappelijk       | Frankrijk − Canada | 1 − 0   |
| 15 | Calais               | 4 maart 2020     | Tournoi de France 2020  | Frankrijk − Canada | 1 − 0   |
| 16 | Le Mans              | 15 april 2023    | Vriendschappelijk       | Frankrijk − Canada | 2 − 1   |
| 17 | Saint-Étienne        | 28 juli 2024     | Olympische Spelen 2024  | Frankrijk − Canada | 1 − 2   |

## Samenvatting
| Competitie         | Totaal gespeeld | Winst Canada | Gelijk | Winst Frankrijk | Doelsaldo Canada – Frankrijk |
| ------------------ | --------------- | ------------ | ------ | --------------- | ---------------------------- |
| WK-eindronde       | 1               | 0            | 0      | 1               | 0 − 4                        |
| Olympische Spelen  | 3               | 3            | 0      | 0               | 4 − 1                        |
| Cyprus Women's Cup | 1               | 0            | 0      | 1               | 0 − 2                        |
| Tournoi de France  | 1               | 0            | 0      | 1               | 0 − 1                        |
| Vriendschappelijk  | 11              | 3            | 3      | 5               | 9 − 9                        |
| Totaal             | 17              | 6            | 3      | 8               | 13 − 17                      |